# Řimovice
Řimovice jsou obec v okrese Benešov ve Středočeském kraji. Leží pět kilometrů východně od Vlašimi v nadmořské výšce 450 metrů. Žije zde 231 obyvatel.
V obci je otevřena hospoda a obchod, využívají se hřiště pro tenis, volejbal a košíkovou. Kromě Sboru dobrovolných hasičů zde působí také rybářský spolek.

## Historie
První písemná zmínka o obci pochází z roku 1380.

## Obyvatelstvo
| Rok            | 1869 | 1880 | 1890 | 1900 | 1910 | 1921 | 1930 | 1950 | 1961 | 1970 | 1980 | 1991 | 2001 | 2011 | 2021 |
| -------------- | ---- | ---- | ---- | ---- | ---- | ---- | ---- | ---- | ---- | ---- | ---- | ---- | ---- | ---- | ---- |
| Počet obyvatel | 202  | 180  | 212  | 210  | 193  | 191  | 196  | 162  | 175  | 184  | 151  | 176  | 186  | 209  | 226  |
| Počet domů     | 32   | 32   | 33   | 33   | 32   | 35   | 36   | 42   | 40   | 40   | 42   | 51   | 59   | 68   | 78   |

## Obecní správa

### Územněsprávní členění
Dějiny územněsprávního členění zahrnují období od roku 1850 do současnosti. V chronologickém přehledu je uvedena územně administrativní příslušnost obce v roce, kdy ke změně došlo:
- 1850 země česká, kraj České Budějovice, politický okres Benešov, soudní okres Vlašim, obec Pavlovice[7]
- 1855 země česká, kraj Tábor, soudní okres Vlašim, obec Pavlovice
- 1868 země česká, politický okres Benešov, soudní okres Vlašim, obec Pavlovice
- 1890 země česká, politický okres Benešov, soudní okres Vlašim[8]
- 1937 země česká, politický i soudní okres Vlašim[9]
- 1939 země česká, Oberlandrat Německý Brod, politický i soudní okres Vlašim[10]
- 1942 země česká, Oberlandrat Praha, politický okres Benešov, soudní okres Vlašim[11]
- 1945 země česká, správní i soudní okres Vlašim[12]
- 1949 Pražský kraj, okres Vlašim[13]
- 1960 Středočeský kraj, okres Benešov
- k 1. lednu 1980 Středočeský kraj, okres Benešov, město Vlašim[8]
- k 24. listopadu 1990 Středočeský kraj, okres Benešov[8]
- 2003 Středočeský kraj, okres Benešov, obec s rozšířenou působností Vlašim

### Obecní symboly
Znak a vlajka byly obci uděleny rozhodnutím předsedy Poslanecké sněmovny Parlamentu České republiky dne 6. června 2017.

## Doprava
Dopravní síť
- Pozemní komunikace – Do obce vede silnice III. třídy.

- Železnice – Okrajem katastru obce prochází železniční trať 222 Benešov u Prahy – Vlašim – Trhový Štěpánov. Železniční stanice nebo zastávka na území obce nejsou.

Veřejná doprava 2012
- Autobusová doprava – V obci zastavovala autobusová linka Vlašim – Javorník (v pracovních dnech 5 spojů) (dopravce ČSAD Benešov, a. s.). O víkendu byla obec bez dopravní obsluhy.

## Pamětihodnosti
- Kaple Povýšení svatého Kříže z roku 1872, kde se vždy třetí neděli v září v době poutě koná mše.[4] Kaple byla postavena díky daru místního rodáka, místodržitelského rady Antonína Přibyla. V roce 1883 nechal Přibyl zhotovit i hodinový stroj.[15]
- Křížek u kaple
- Zvonička z roku 1732 zasvěcená svatému Janu Nepomuckému
- V létě na návesním rybníku místní hasiči pořádají Water Cup, při kterém se soutěží v přejezdu rybníka[4]

## Turistika
Obcí vede cyklotrasa č. 0004 Vlašim – Řimovice – Zdislavice – Trhový Štěpánov – Zruč nad Sázavou.

## Galerie

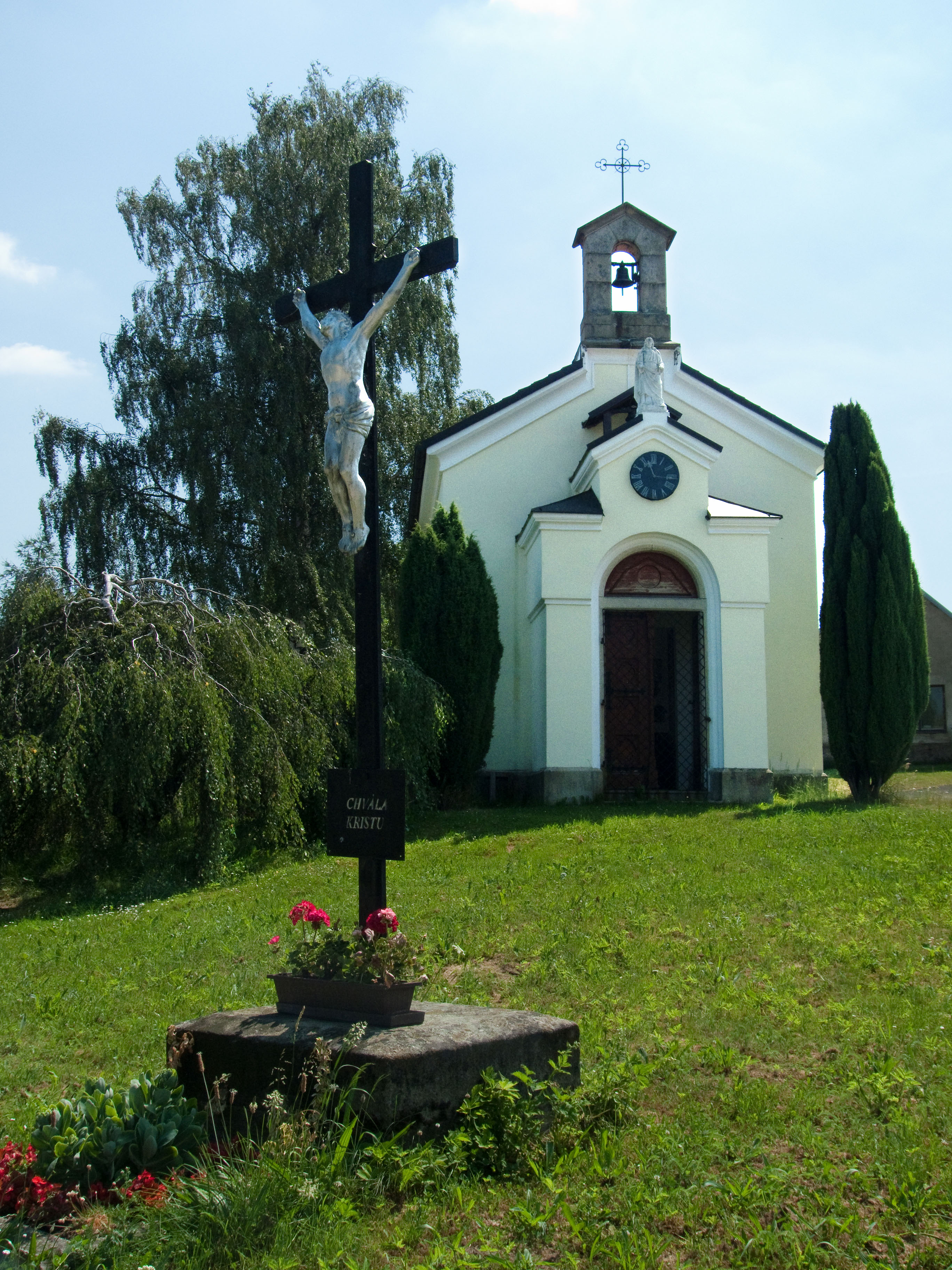
kaple a kříž
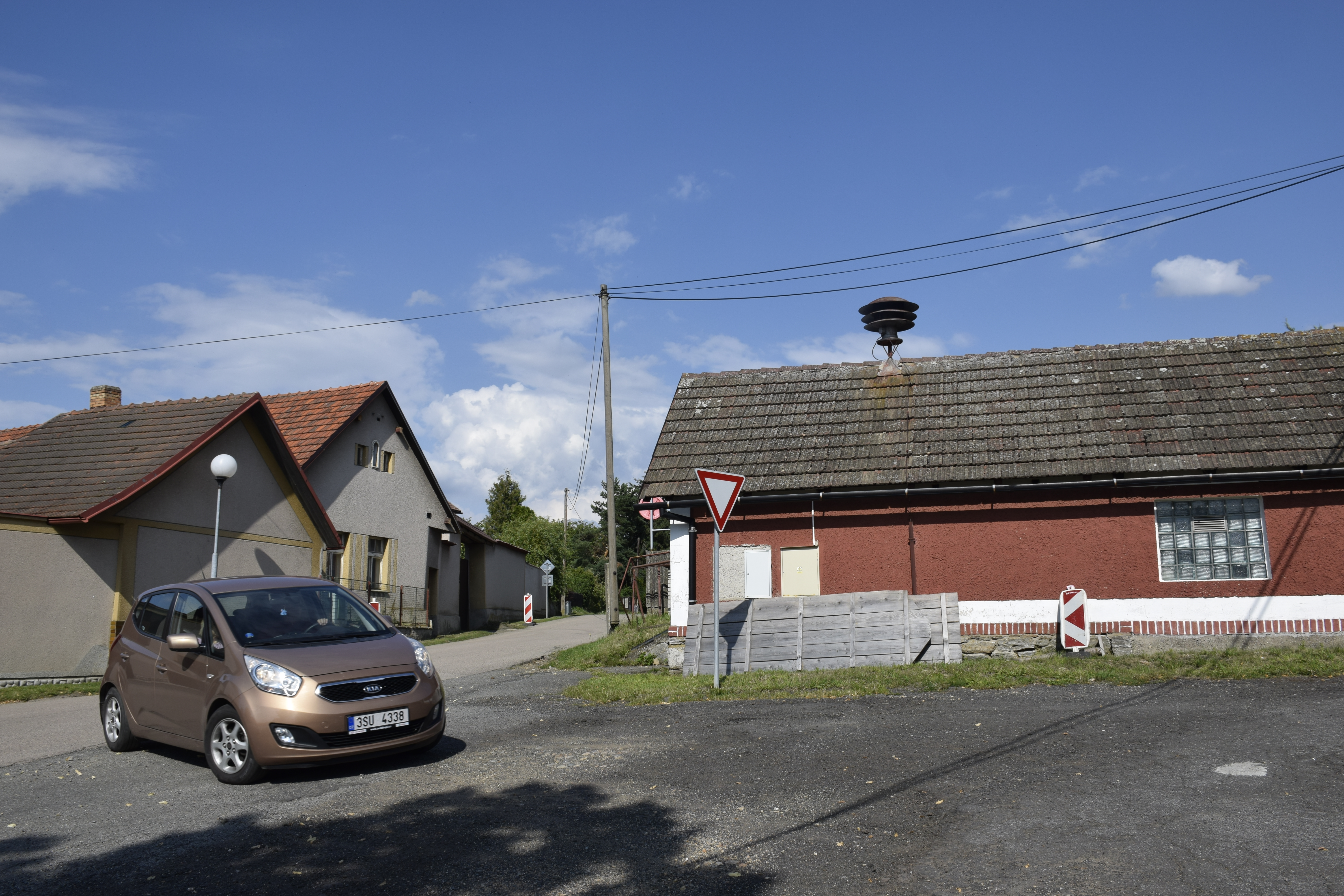
Domy
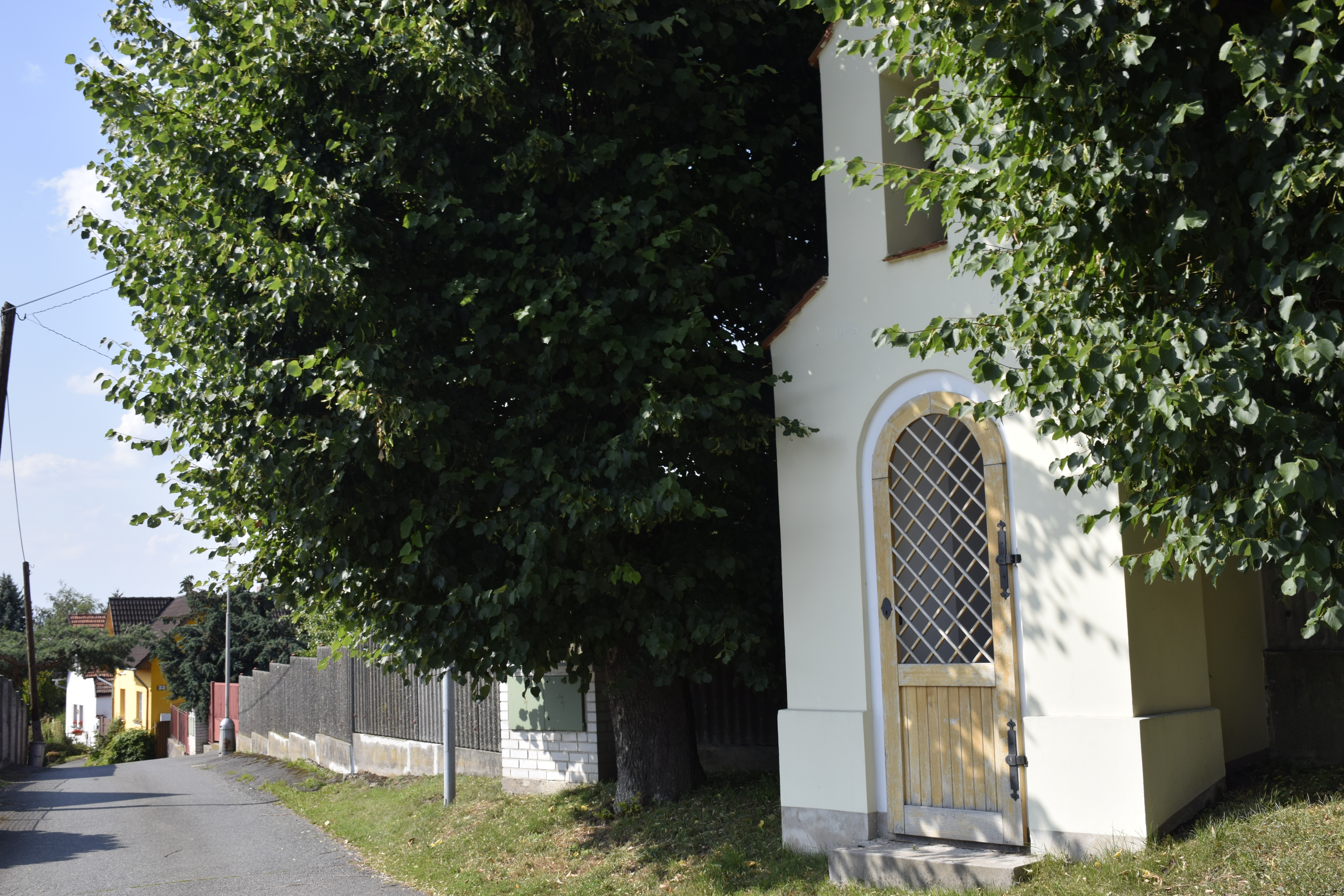
Výklenková kaple
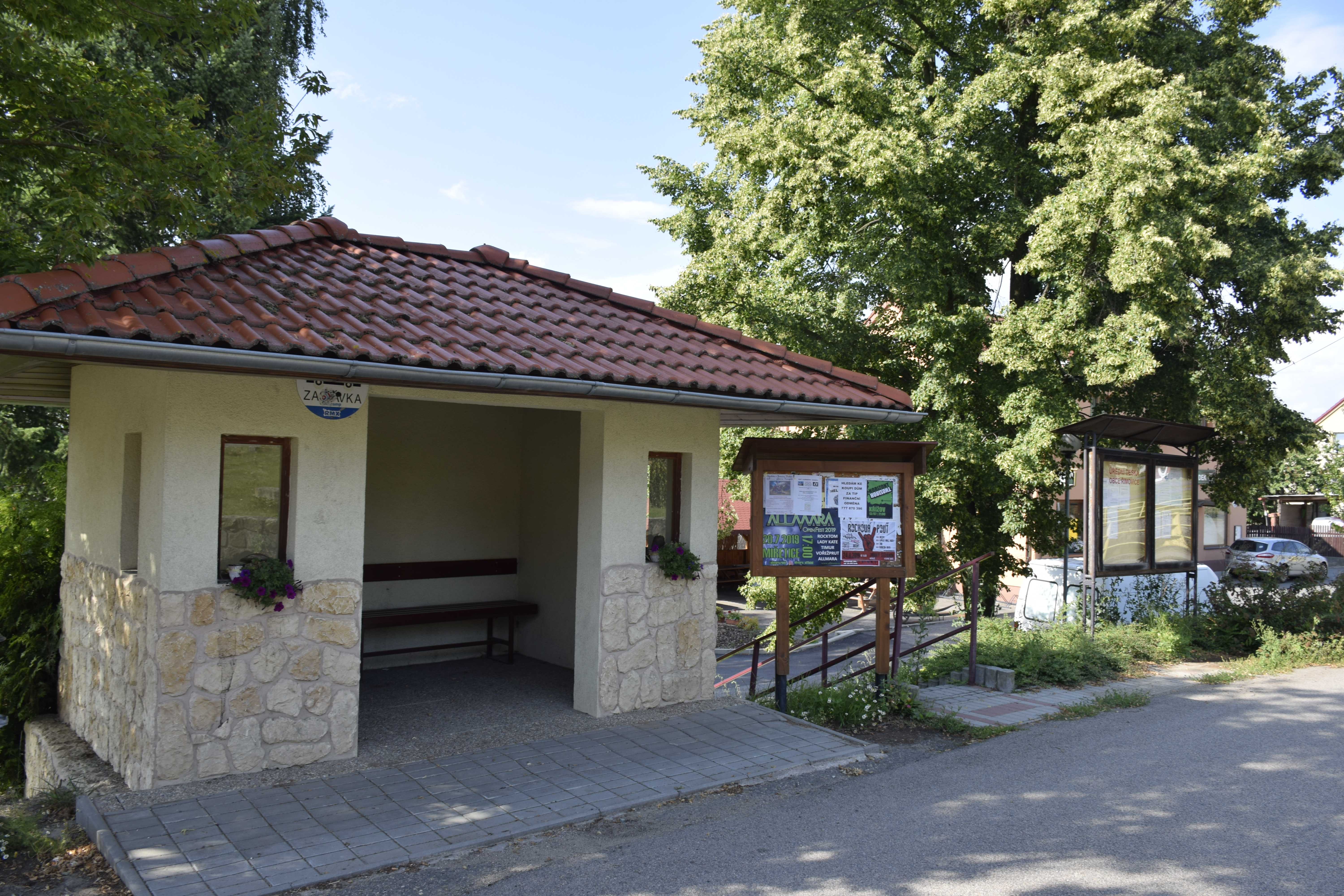
Autobusová zastávka